# Bereźwica
Bereźwica, Berezówka (biał. Бярэжвіца, Biareżwica; Бярозаўка, Biarozauka) – rzeka na Białorusi, prawy dopływ Dzisny. Ma długość 53 km. 

## Przebieg
Wypływa z Jeziora Podłużnego w Berezweczu, dzielnicy Głębokiego. W okresie Wielkiego Księstwa Litewskiego rzeka stanowiła na pewnym odcinku granicę pomiędzy województwem wileńskim, a województwem połockim. Uchodzi do Dzisny 4 km na wschód od Szarkowszczyzny.
W dorzeczu rzeki znajdują się m.in. jezioraː Bieglec, Kahalne, Wielkie, Podłużne, Muszkackie, Zabielskie, Marcybelińskie.

## Dopływy
Prawe dopływy rzeki: Dobryłówka, Stukanówka
Lewy dopływy rzeki: Arżanica, Marchwa